# (4497) Taguchi
(4497) Taguchi est un astéroïde de la ceinture principale.

## Description
(4497) Taguchi est un astéroïde de la ceinture principale. Il fut découvert le 4 janvier 1989 à Kitami par Kin Endate et Kazuro Watanabe. Il présente une orbite caractérisée par un demi-grand axe de 2,43 UA, une excentricité de 0,27 et une inclinaison de 9,8° par rapport à l'écliptique.

## Compléments